# Pandivere högland
Pandivere högland (estniska: Pandivere kõrgustik) är ett område som ligger i landskapet Lääne-Virumaa i nordöstra Estland. De högst belägna kullarna är Emumägi i Väike-Maarja kommun (166 m), Kellavere mägi i Vinni kommun (156 m) och Ebavere mägi i Väike-Maarja kommun (146 m). Höglandet är namngiven efter byn Pandivere (130 m) som är belägen 4 km nordöst om småköpingen (estniska: alevik) Väike-Maarja (112 m).  
Höglandets berggrund består av kalksten vilket har gett upphov till karstlandskap. Flera av Estlands stora älvar har sina källor i Pandivere högland, däribland Kunda jõgi, Loobu jõgi, Valgejõgi, Jägala jõgi, Pedja jõgi, Avijõgi och Ambla jõgi.